# Fuat Tuaç
Fuat Tuaç (* 23. August 1975 in Izmir) ist ein in Toronto lebender türkischer Jazzmusiker (Gesang, Komposition).

## Leben und Wirken
Tuaç war nach einem Jurastudium zunächst als Rechtsanwalt in Istanbul, Frankreich und Großbritannien tätig, bevor er sich, nachdem er den Jazzgesang entdeckte und einen Workshop bei der Sängerin Sibel Köse nahm, mit 31 Jahren umorientierte. Ab 2011 absolvierte er einen Jazzstudiengang an der Concordia University in Montréal.
Ende 2017 erschien sein erstes Album Late Bloomer, das von der Kritik gelobt und international im Hörfunk vorgestellt wurde. Er tritt regelmäßig in Toronto und İstanbul auf. 2023 veröffentlichte er sein zweites Album Immigrant.